# Popular Problems
Popular Problems — тринадцятий студійний альбом канадського автора та виконавця Леонарда Коена, представлений 23 вересня 2014 року на лейблі Columbia. Альбом дебютував на першій позиції у канадському чарті із 20 000 проданих дисків протягом першого тижня та 15-ій — у американському чарті Billboard 200.

## Список композицій
| #     | Назва                   | Тривалість |
| ----- | ----------------------- | ---------- |
| 1.    | «Slow»                  | 3:25       |
| 2.    | «Almost Like the Blues» | 3:28       |
| 3.    | «Samson in New Orleans» | 4:39       |
| 4.    | «A Street»              | 3:32       |
| 5.    | «Did I Ever Love You»   | 4:10       |
| 6.    | «My Oh My»              | 3:36       |
| 7.    | «Nevermind»             | 4:39       |
| 8.    | «Born in Chains»        | 4:55       |
| 9.    | «You Got Me Singing»    | 3:31       |
| 35.56 |                         |            |

## Тижневі чарти
| Чарт (2014)                                          | Найвища позиція |
| ---------------------------------------------------- | --------------- |
| Австралія Australian Albums (ARIA)                   | 6               |
| Австрія Austrian Albums (Ö3 Austria)                 | 1               |
| Бельгія Belgian Albums (Ultratop Flanders)           | 1               |
| Бельгія Belgian Albums (Ultratop Wallonia)           | 2               |
| Канада Canadian Albums (Billboard)                   | 1               |
| Чехія Czech Albums (ČNS IFPI)                        | 1               |
| Данія Danish Albums (Hitlisten)                      | 1               |
| Нідерланди Dutch Albums (MegaCharts)                 | 1               |
| Фінляндія Finnish Albums (Suomen virallinen lista)   | 2               |
| Франція French Albums (SNEP)                         | 2               |
| Німеччина German Albums (Media Control)              | 4               |
| Угорщина Hungarian Albums (MAHASZ)                   | 6               |
| Ірландія Irish Albums (IRMA)                         | 2               |
| Італія Italian Albums (FIMI)                         | 5               |
| Нова Зеландія New Zealand Albums (Recorded Music NZ) | 1               |
| Норвегія Norwegian Albums (VG-lista)                 | 1               |
| Польща Polish Albums (ZPAV)                          | 3               |
| Португалія Portuguese Albums (AFP)                   | 1               |
| Іспанія Spanish Albums (PROMUSICAE)                  | 3               |
| Швеція Swedish Albums (Sverigetopplistan)            | 5               |
| Швейцарія Swiss Albums (Schweizer Hitparade)         | 1               |
| Велика Британія UK Albums (OCC)                      | 5               |
| США Billboard 200                                    | 15              |

## Сертифікації
| Регіон                                                                                          | Сертифікація | Продажі |
| ----------------------------------------------------------------------------------------------- | ------------ | ------- |
| Австрія (IFPI Austria)                                                                          | Золотий      | 7500*   |
| Канада (Music Canada)                                                                           | Платиновий   | 80 000^ |
| Данія (IFPI Denmark)                                                                            | Платиновий   | 20 000^ |
| Франція (SNEP)                                                                                  | Золотий      | 50 000* |
| Польща (ZPAV)                                                                                   | Платиновий   | 20 000* |
| Швейцарія (IFPI Switzerland)                                                                    | Золотий      | 10 000^ |
| Велика Британія (BPI)                                                                           | Срібний      | 60 000* |
| США                                                                                             | —            | 67,000  |
| *продажі, що базуються лише на сертифікаціях ^відвантаження, що базуються лише на сертифікаціях |              |         |